# Sínodo de Marsella (533)

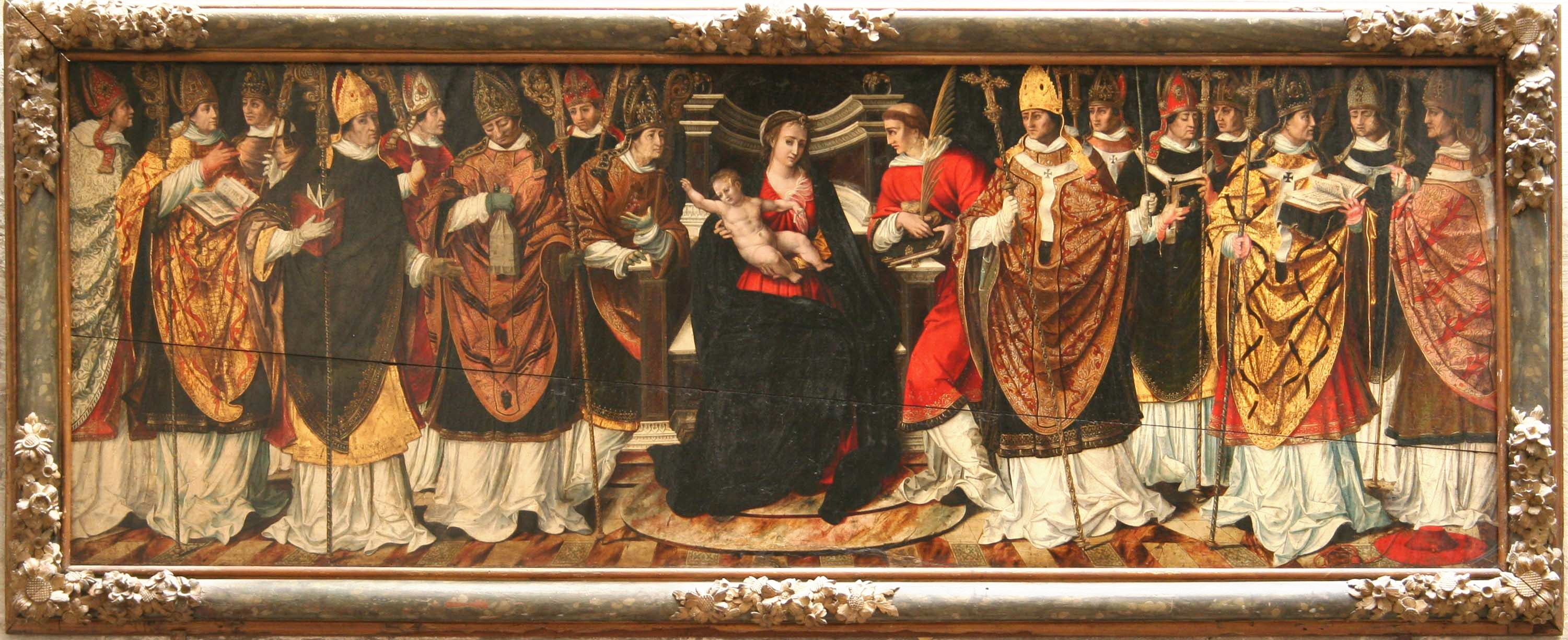
El concilio de Marsella, Iglesia de San Trófimo de Arlés.

El Concilio de Marsella fue un concilio que se celebró el 26 de mayo de 533 en Marsella, entonces pasando del dominio ostrogodo al merovingio. Fue convocado por el obispo metropolitano Cesáreo de Arlés con fines disciplinarios para sancionar al obispo de Riez, Contumelioso. 

## Objetivo
Contumelioso fue acusado de moral depravada y de haber malversado bienes de la Iglesia. La naturaleza exacta de los hechos alegados no está especificada en los cánones del concilio. El obispo reconoció sus errores y fue condenado a devolver los bienes de los que se había apropiado indebidamente para su beneficio y a hacer penitencia con el internamiento en un monasterio.

## Controversia papal
Cesáreo envió las conclusiones del concilio al papa Juan II, pero este las encontró demasiado indulgentes y exigió la destitución de Contumelioso de su cargo de obispo de Riez al final de su penitencia. Contumelioso apeló esta decisión, alegando que los cargos no estaban especificados en las actas del concilio, aprovechando la oportunidad del cambio de papa tras la muerte de Juan II. Ganó parcialmente su caso y el nuevo papa, Agapito I, ordenó una nueva investigación. Sin embargo, mientras esperaba su conclusión, fue apartado de la administración de los bienes de la Iglesia.

## Arte
En Arlés, en el crucero sur de la iglesia de San Trófimo, en el lado oeste, hay una pintura sobre madera realizada a finales del siglo XVI por un artista anónimo que representa probablemente el Concilio de Marsella. Colocados bajo el patrocinio de la Virgen María con el Niño Jesús y san Esteban en el centro para juzgar al obispo de Riez, sexto por la izquierda. El prelado está representado con una bolsa de dinero en la mano y sin insignias religiosas.